# Fissidens leptocladus
Fissidens leptocladus là một loài Rêu trong họ Fissidentaceae. Loài này được Müll. Hal. ex Rodway mô tả khoa học đầu tiên năm 1913.